# Liste der Kulturdenkmale in Osterrade
In der Liste der Kulturdenkmale in Osterrade sind alle Kulturdenkmale der schleswig-holsteinischen Gemeinde Osterrade (Kreis Dithmarschen) aufgelistet (Stand: 10. März 2025).

## Legende
In den Spalten befinden sich folgende Informationen:
- Objekt-ID: die Nummer des Kulturdenkmales
- Lage: die Adresse des Kulturdenkmales und die geographischen Koordinaten. Kartenansicht, um Koordinaten zu setzen. In der Kartenansicht sind Kulturdenkmale ohne Koordinaten mit einem roten Marker dargestellt und können in der Karte gesetzt werden. Kulturdenkmale ohne Bild sind mit einem blauen Marker gekennzeichnet, Kulturdenkmale mit Bild mit einem grünen Marker.
- Offizielle Bezeichnung: Bezeichnung des Kulturdenkmales
- Beschreibung: die Beschreibung des Kulturdenkmales
- Bild: ein Bild des Kulturdenkmales

## Bauliche Anlagen
| Objekt-ID      | Lage                                       | Offizielle Bezeichnung                        | Beschreibung | Bild                             |
| -------------- | ------------------------------------------ | --------------------------------------------- | --- | -------------------------------- |
| 52935 Wikidata | Dörpswischweg (54° 11′ 45″ N, 9° 23′ 6″ O) | sog. Russengräber des Arbeitslagers Osterrade | sog. Russengräber des Arbeitslagers Osterrade; 1915–16; Grabstätte für 56 Kriegsgefangene, Granit-Stele mit Inschriften, Reihe aus 11 Holzkreuzen und Namenstafeln vor Knick- und Zeilenbepflanzung mit Rhododendren, hinter Einfriedung aus Granitrundpfeilern mit schmiedeeiserner Doppelkette - Begründung: geschichtlich, wissenschaftlich, städtebaulich - Schutzumfang: sog. Russengräber des Arbeitslagers Osterrade, - Denkmaltyp: Bauliche Anlage | weitere Fotos \| Fotos hochladen |

## Quelle
- Liste der Kulturdenkmale in Schleswig-Holstein – Kreis Dithmarschen (PDF)

- Karte mit allen Koordinaten:
- OSM |
- WikiMap